# Cristian Menéndez
Cristian Matías „Polaco” Menéndez (ur. 2 kwietnia 1988 w Mar del Plata) – argentyński piłkarz występujący na pozycji napastnika, obecnie zawodnik meksykańskiego Veracruz.

## Kariera klubowa
Menéndez pochodzi z miasta Mar del Plata i treningi piłkarskie rozpoczynał w tamtejszych klubach CA General Mitre i CA Kimberley. Pierwszy profesjonalny kontrakt podpisał natomiast z ekipą CA Lanús z aglomeracji stołecznego Buenos Aires. Do pierwszej drużyny został włączony w wieku dziewiętnastu lat przez szkoleniowca Ramóna Cabrero i w argentyńskiej Primera División zadebiutował 2 maja 2008 w przegranym 2:6 spotkaniu z Arsenalem. Premierowego gola w najwyższej klasie rozgrywkowej strzelił natomiast 14 marca 2009 w wygranej 2:1 konfrontacji z Colónem. Przez pierwsze półtora roku pełnił wyłącznie rolę rezerwowego, dopiero potem zaczął się regularnie pojawiać w wyjściowym składzie, lecz mimo częstych występów prezentował nikłą skuteczność strzelecką w zespole prowadzonym przez Luisa Zubeldíę. Ogółem w barwach Lanús grał przez ponad dwa lata, nie osiągając poważniejszych sukcesów.
W lipcu 2010 Menéndez został wypożyczony do ekwadorskiego giganta – klubu CS Emelec z siedzibą w Guayaquil. Trenerem tego zespołu był wówczas jego rodak Jorge Sampaoli. W ekwadorskiej Serie A zadebiutował 26 lipca w zremisowanym 0:0 meczu z Mantą, zaś pierwszą bramkę zdobył 29 września tego samego roku w doliczonym czasie wygranego 1:0 pojedynku z Olmedo. Przez pierwsze sześć miesięcy pełnił głównie rolę rezerwowego dla króla strzelców ligi Jaime Ayovíego, w sezonie 2010 zdobywając tytuł wicemistrza Ekwadoru. Dopiero po tym sukcesie i odejściu bezpośredniego konkurenta został podstawowym napastnikiem Emeleku, współtworząc formację ofensywną z graczami takimi jak Enner Valencia czy Ángel Mena. Łącznie zawodnikiem Emeleku pozostawał przez rok.
W sierpniu 2011 Menéndez udał się na wypożyczenie do czołowej paragwajskiej drużyny Club Libertad. W paragwajskiej Primera División zadebiutował 16 sierpnia w wygranym 2:1 spotkaniu z Olimpią, natomiast po raz pierwszy wpisał się na listę strzelców jedenaście dni później w wygranej 4:1 konfrontacji z 3 de Febrero. Od razu został podstawowym zawodnikiem ekipy ze stołecznego Asunción, lecz po upływie kilku miesięcy i zmianie trenera (Jorge Burruchagę zastąpił Rubén Israel) zaczął tracić miejsce w pierwszej jedenastce na rzecz José Ariela Núñeza oraz Pablo Velázqueza. W jesiennym sezonie 2012 jako rezerwowy wywalczył z Libertadem mistrzostwo Paragwaju, a bezpośrednio po tym powrócił do ojczyzny, gdzie – również na zasadzie wypożyczenia – zasilił Quilmes AC. Tam bez większych osiągnięć spędził pół roku.
W lipcu 2013 Menéndez został wypożyczony do zasłużonego zespołu CA Independiente, który właśnie po raz pierwszy w historii spadł do drugiej ligi. Na koniec sezonu 2013/2014 powrócił z nim do najwyższej klasy rozgrywkowej, jednak sam zdołał strzelić tylko dwie bramki i został uznany za spore rozczarowanie. Bezpośrednio po promocji pozostał w drugiej lidze, na zasadzie wolnego transferu dołączając do skromnej ekipy Atlético Tucumán. Tam z kolei z miejsca został najskuteczniejszym piłkarzem drużyny i na koniec sezonu 2015 awansował z nią do pierwszej ligi. Ogółem barwy Tucumán przywdziewał przez trzy lata, niezmiennie w roli kluczowego gracza linii ataku, po czym przeniósł się do meksykańskiego Tiburones Rojos de Veracruz. W tamtejszej Liga MX zadebiutował 23 lipca 2017 w przegranym 0:2 meczu z Necaxą, a pierwszego gola strzelił 6 sierpnia tego samego roku w wygranym 2:0 pojedynku z Pueblą.

## Statystyki kariery
| Lanús            | 2007–2008 | Argentyna | Primera División   | 1   | 0  | — | —       | —       | —  | —   | 1   | 0  |
| Lanús            | 2008–2009 | Argentyna | Primera División   | 10  | 1  | — | —       | CL      | 2  | 0   | 12  | 1  |
| Lanús            | 2009–2010 | Argentyna | Primera División   | 22  | 2  | — | —       | CS + CL | 5  | 0   | 27  | 2  |
| Emelec           | 2010      | Ekwador   | Serie A            | 17  | 4  | — | —       | —       | —  | —   | 17  | 4  |
| Emelec           | 2011      | Ekwador   | Serie A            | 20  | 8  | — | —       | CL      | 6  | 1   | 26  | 9  |
| Libertad         | 2011      | Paragwaj  | Primera División   | 20  | 5  | — | —       | CS      | 3  | 0   | 23  | 5  |
| Libertad         | 2012      | Paragwaj  | Primera División   | 21  | 5  | — | —       | CL      | 10 | 0   | 31  | 5  |
| Quilmes          | 2012–2013 | Argentyna | Primera División   | 13  | 2  | — | —       | —       | —  | —   | 13  | 2  |
| Independiente    | 2013–2014 | Argentyna | Primera B Nacional | 19  | 1  | 1 | 1       | —       | —  | —   | 20  | 2  |
| Atlético Tucumán | 2014      | Argentyna | Primera B Nacional | 20  | 7  | — | —       | —       | —  | —   | 20  | 7  |
| Atlético Tucumán | 2015      | Argentyna | Primera B Nacional | 39  | 10 | — | —       | —       | —  | —   | 39  | 10 |
| Atlético Tucumán | 2016      | Argentyna | Primera División   | 15  | 7  | 1 | 0       | —       | —  | —   | 16  | 7  |
| Atlético Tucumán | 2016–2017 | Argentyna | Primera División   | 18  | 6  | 1 | 0       | CL      | 8  | 2   | 27  | 8  |
| Veracruz         | 2017–2018 | Meksyk    | Liga MX            |     |    |   |         | —       | —  | —   |     |    |
| Ogółem           |           |           |                    |     |    |   |         |         |    |     |     |    |
| Argentyna        | Argentyna | Argentyna | 157                | 36  | 3  | 1 | CL + CS | 15      | 2  | 175 | 39  |    |
| Ekwador          | Ekwador   | Ekwador   | 37                 | 12  | —  | — | CL      | 6       | 1  | 43  | 13  |    |
| Paragwaj         | Paragwaj  | Paragwaj  | 41                 | 10  | —  | — | CS + CL | 13      | 0  | 54  | 10  |    |
| Meksyk           | Meksyk    | Meksyk    |                    |     |    |   | —       | —       | —  |     |     |    |
| Ogółem           | Ogółem    | Ogółem    | Ogółem             | 235 | 58 | 3 | 1       | CL + CS | 34 | 3   | 272 | 62 |

Legenda:
- CL – Copa Libertadores
- CS – Copa Sudamericana